# Giro dell'Etna 2002
Il Giro dell'Etna 2002, diciannovesima edizione della corsa, si svolse il 12 marzo 2002, per un percorso totale di 188 km. Venne vinto dall'italiano Fabio Baldato che terminò la gara in 4h49'30". La gara era inserita nel calendario UCI, come evento di categoria 1.3 ed era denominata "Trofeo dell'Etna - Giro della Provincia di Catania".

## Ordine d'arrivo (Top 10)
| Pos. | Corridore            | Squadra         | Tempo    |
| ---- | -------------------- | --------------- | -------- |
| 1    | Fabio Baldato        | Fassa Bortolo   | 4h49'30" |
| 2    | Mychajlo Chalilov    | Colombia        | s.t.     |
| 3    | Jan Bratkowski       | Cage Maglierie  | s.t.     |
| 4    | Massimiliano Gentili | Acqua & Sap.    | s.t.     |
| 5    | Mario Manzoni        | Index-Alexia    | s.t.     |
| 6    | Oscar Cavagnis       | Landbouwkrediet | s.t.     |
| 7    | Mirko Celestino      | Saeco           | s.t.     |
| 8    | Mauro Zinetti        | Index-Alexia    | s.t.     |
| 9    | Luca Mazzanti        | Mercatone Uno   | s.t.     |
| 10   | Giuseppe Palumbo     | De Nardi        | s.t.     |